# بوشيني مخملي
بوشيني مخملي (الاسم العلمي: Puccinia velutina) هو نوع من الفطريات يتبع جنس البوشيني من فصيلة البوشينية.